# 2840 Kallavesi
2840 Kallavesi è un asteroide della fascia principale. Scoperto nel 1941, presenta un'orbita caratterizzata da un semiasse maggiore pari a 2,3993320 UA e da un'eccentricità di 0,0931359, inclinata di 8,51324° rispetto all'eclittica.